# Коронавірусна хвороба 2019 в Есватіні
Коронавірусна хвороба 2019 в Есватіні — розповсюдження вірусу територією країни.

## Хронологія
14 березня було підтверджено перший випадок. 33-річна жінка, що повернулася з США наприкінці лютого, а потім поїхала до Лесото, перед поверненням додому до Свазіленду, була поміщена до карантину.
До 13 березня 2020 року в Есватіні (Свазіленді) було два підозрювані випадки, це дві жінки після подорожей за кордон, перша повернулася з Данії, а друга — з Німеччини.